# Liste der Hospize in der Steiermark
Die Liste der Hospize in der Steiermark umfasst alle stationären Hospize, Palliativstationen und Heime mit Hospizkultur im österreichischen Bundesland Steiermark. Der Hospizverein Steiermark und die Koordination Palliativbetreuung Steiermark sind die Koordinations- und Anlaufstellen für alle Fragen zum Thema Hospiz und Palliative Care in der Steiermark.

## Liste
| Name                                                                             | Gemeinde                 | Adresse Geokoordinaten      | Träger                                                             | Typ                                     | Foto                                |
| -------------------------------------------------------------------------------- | ------------------------ | --------------------------- | ------------------------------------------------------------------ | --------------------------------------- | ----------------------------------- |
| Albert Schweitzer Hospiz                                                         | Graz                     | Albert-Schweitzer-Gasse 36  | Stadt Graz                                                         | Stationäres Hospiz                      |                                     |
| Krankenhaus der Elisabethinen                                                    | Graz                     | Elisabethinengasse 14       | Konvent der Elisabethinen                                          | Palliativstation und stationäres Hospiz | Elisabethinenspital                 |
| Palliativmedizinische Einrichtung Landeskrankenhaus Graz                         | Graz                     | Auenbruggerplatz 20         | KAGes Steiermärkische Krankenanstalteng.m.b.H.                     | Palliativstation                        | Landeskrankenhaus Graz              |
| Palliativeinrichtung Landeskrankenhaus Feldbach-Fürstenfeld                      | Fürstenfeld              | Krankenhausgasse 1          | KAGes Steiermärkische Krankenanstalteng.m.b.H.                     | Palliativstation                        | LKH Fürstenfeld                     |
| Palliativeinrichtung Landeskrankenhaus Hochsteiermark                            | Leoben                   | Vordernberger Straße 42     | KAGes Steiermärkische Krankenanstalteng.m.b.H.                     | Palliativstation                        | LKH Leoben                          |
| Palliativeinrichtung Landeskrankenhaus Murtal                                    | Knittelfeld              | Gaalerstraße 10             | KAGes Steiermärkische Krankenanstalteng.m.b.H.                     | Palliativstation                        |                                     |
| Integrierte Palliativeinheit Landeskrankenhaus Rottenmann                        | Rottenmann               | St. Georgen 2–4             | KAGes Steiermärkische Krankenanstalteng.m.b.H.                     | Palliativstation                        |                                     |
| Diakoniewerk Steiermark, Haus am Ruckerlberg                                     | Graz                     | Nibelungengasse 69/73       | Evangelisches Diakoniewerk                                         | Heim mit Hospizkultur                   |                                     |
| Geriatrische Gesundheitszentren der Stadt Graz, Aigner-Rollett am Rosenhain      | Graz                     | Max-Mell-Allee 16a          | Stadt Graz                                                         | Heim mit Hospizkultur                   |                                     |
| Geriatrische Gesundheitszentren der Stadt Graz, SeniorInnenresidenz Robert Stolz | Graz                     | Theodor-Körner-Straße 67    | Stadt Graz                                                         | Heim mit Hospizkultur                   |                                     |
| Caritas Pflegewohnhaus Graz St. Peter                                            | Graz                     | Hubertusstraße 6            | Caritas Steiermark                                                 | Heim mit Hospizkultur                   |                                     |
| Geriatrische Gesundheitszentren der Stadt Graz, Pflegewohnheim Peter Rosegger    | Graz                     | Maria-Pachleitner-Straße 30 | Stadt Graz                                                         | Heim mit Hospizkultur                   |                                     |
| Caritas Pflegewohnhaus Graz-Straßgang                                            | Graz                     | Aribonenstraße 6            | Caritas Steiermark                                                 | Heim mit Hospizkultur                   |                                     |
| Geriatrische Gesundheitszentren der Stadt Graz, Pflegewohnheim Erika Horn        | Graz                     | Stattegger Straße 100       | Stadt Graz                                                         | Heim mit Hospizkultur                   |                                     |
| Pflege mit Herz, Kirschenhof                                                     | Seiersberg-Pirka         | Rauscherstraße 7c           | Renafan GmbH                                                       | Heim mit Hospizkultur                   |                                     |
| Caritas Pflegewohnhaus Eggersdorf                                                | Eggersdorf               | Rabnitzstraße 19            | Caritas Steiermark                                                 | Heim mit Hospizkultur                   |                                     |
| Caritas Pflegewohnhaus Fernitz                                                   | Fernitz                  | Fürstner Straße 2           | Caritas Steiermark                                                 | Heim mit Hospizkultur                   |                                     |
| Caritas Pflegewohnhaus Zerlach                                                   | Kirchbach                | Dörfla 69                   | Caritas Steiermark                                                 | Heim mit Hospizkultur                   |                                     |
| Caritas Pflegewohnhaus St. Peter am Ottersbach                                   | St. Peter am Ottersbach  | Hauptstraße 26              | Caritas Steiermark                                                 | Heim mit Hospizkultur                   | Bild gesucht BW                     |
| Pflege mit Herz, Ulmenhof                                                        | Peggau                   | Ulmenweg 2                  | Renafan                                                            | Heim mit Hospizkultur                   |                                     |
| Volkshilfe Seniorenzentrum Frohnleiten                                           | Frohnleiten              | Adriach 76                  | Volkshilfe Steiermark                                              | Heim mit Hospizkultur                   |                                     |
| Caritas Pflegewohnhaus Hitzendorf                                                | Hitzendorf               | Hitzendorf 282              | Caritas Steiermark                                                 | Heim mit Hospizkultur                   |                                     |
| Volkshilfe Seniorenzentrum Pöllau                                                | Pöllau                   | Julius-Meinl-Straße 627     | Volkshilfe Steiermark                                              | Heim mit Hospizkultur                   |                                     |
| Caritas Pflegewohnhaus Friedberg                                                 | Friedberg                | Schießstattweg 77           | Caritas Steiermark                                                 | Heim mit Hospizkultur                   | Bild gesucht BW                     |
| Volkshilfe Seniorenzentrum Neudau                                                | Neudau                   | Heuweg 35                   | Volkshilfe Steiermark                                              | Heim mit Hospizkultur                   |                                     |
| Pflege mit Herz, Haus der Senioren Föhrenhof                                     | St. Johann in der Haide  | Rauscherstraße 7b           | Renafan                                                            | Heim mit Hospizkultur                   | Bild gesucht BW                     |
| Volkshilfe Seniorenzentrum Bairisch Kölldorf                                     | Bad Gleichenberg         | Bairisch Kölldorf 299       | Volkshilfe Steiermark                                              | Heim mit Hospizkultur                   | Bild gesucht BW                     |
| SeneCura Sozialzentrum Wildon                                                    | Wildon                   | Herrandstraße 2a            | SeneCura                                                           | Heim mit Hospizkultur                   |                                     |
| Gepflegt Wohnen Allerheiligen                                                    | Allerheiligen bei Wildon | Nierathberg 182             | Gepflegt Wohnen GmbH                                               | Heim mit Hospizkultur                   |                                     |
| Gepflegt Wohnen Gamlitz                                                          | Gamlitz                  | Schattengasse 489           | Gepflegt Wohnen GmbH                                               | Heim mit Hospizkultur                   |                                     |
| Seniorenheim Jauschowetz                                                         | Halbenrain               | Oberpurkla 100              | Altenpflegeheim Jauschowetz GmbH                                   | Heim mit Hospizkultur                   |                                     |
| Seniorenheim Unterpurkla bei Radkersburg                                         | Unterpurkla              | Unterpurkla 19              | STESSEL GmbH Wohngemeinschaft plus                                 | Heim mit Hospizkultur                   |                                     |
| Landespflegezentrum Bad Radkersburg                                              | Bad Radkersburg          | Dr. Kamnikerstraße 1        | KAGes Steiermärkische Krankenanstalteng.m.b.H.                     | Heim mit Hospizkultur                   | Landespflegezentrum Bad Radkersburg |
| Caritas Pflegewohnhaus Lannach                                                   | Lannach                  | Hangstraße 1a               | Caritas Steiermark                                                 | Heim mit Hospizkultur                   |                                     |
| Caritas Pflegewohnhaus Preding                                                   | Preding                  | Bindergasse 14              | Caritas Steiermark                                                 | Heim mit Hospizkultur                   |                                     |
| Pflege mit Herz, Kastanienhof                                                    | Groß St. Florian         | Marktstraße 23              | Renafan                                                            | Heim mit Hospizkultur                   | Bild gesucht BW                     |
| Volkshilfe Seniorenzentrum Deutschlandsberg                                      | Deutschlandsberg         | Forstgartenstraße 12        | Volkshilfe Steiermark                                              | Heim mit Hospizkultur                   |                                     |
| Volkshilfe Seniorenzentrum Bärnbach                                              | Bärnbach                 | Schulgasse 4                | Volkshilfe Steiermark                                              | Heim mit Hospizkultur                   | Bild gesucht BW                     |
| Volkshilfe Seniorenzentrum Köflach                                               | Köflach                  | Dr. Bruno Kreisky Straße 3  | Volkshilfe Steiermark                                              | Heim mit Hospizkultur                   |                                     |
| Amicalis Senioren-Zentrum Oberaich                                               | Bruck/Mur                | Parkstraße 1                | Amicalis Holding GmbH                                              | Heim mit Hospizkultur                   |                                     |
| Sozialhilfeverband Bruck-Mürzzuschlag, Pflegeheim Johann Böhm Straße             | Kapfenberg               | Johann-Böhm-Straße 27       | Sozialhilfeverband Bruck-Mürzzuschlag Wirtschaftliche Unternehmung | Heim mit Hospizkultur                   |                                     |
| Caritas Pflegewohnhaus Turnau                                                    | Turnau                   | Turnau 274a                 | Caritas Steiermark                                                 | Heim mit Hospizkultur                   |                                     |
| Caritas Pflegewohnhaus Leoben-Göss                                               | Leoben                   | Hirschgraben 5              | Caritas Steiermark                                                 | Heim mit Hospizkultur                   | Bild gesucht BW                     |
| Volkshilfe Seniorenzentrum Leoben                                                | Leoben                   | Pestalozzistraße 31         | Volkshilfe Steiermark                                              | Heim mit Hospizkultur                   | Bild gesucht BW                     |
| Caritas Pflegewohnhaus Wasserleith                                               | St. Marein – Feistritz   | Weinmeisterweg 2            | Caritas Steiermark                                                 | Heim mit Hospizkultur                   | Wasserleith                         |
| Volkshilfe Seniorenzentrum Fohnsdorf                                             | Fohnsdorf                | Winterbachgasse 8           | Volkshilfe Steiermark                                              | Heim mit Hospizkultur                   | Bild gesucht BW                     |
| Volkshilfe Seniorenzentrum Pöls                                                  | Pöls                     | Hammergasse 5               | Volkshilfe Steiermark                                              | Heim mit Hospizkultur                   | Bild gesucht BW                     |
| Caritas Pflegewohnhaus Rottenmann                                                | Rottenmann               | Hintergasse 13c             | Caritas Steiermark                                                 | Heim mit Hospizkultur                   |                                     |
| Volkshilfe Seniorenzentrum Eisenerz                                              | Eisenerz                 | Vordernbergerstraße 81      | Volkshilfe Steiermark                                              | Heim mit Hospizkultur                   |                                     |
| Volkshilfe Seniorenzentrum Vordernberg                                           | Vordernberg              | Viktor-Zack-Straße 2        | Volkshilfe Steiermark                                              | Heim mit Hospizkultur                   |                                     |
| Caritas Pflegewohnhaus St. Lambrecht                                             | St. Lambrecht            | Hauptstraße 26              | Caritas Steiermark                                                 | Heim mit Hospizkultur                   | Bild gesucht BW                     |
| Caritas Pflegewohnhaus St. Katharina Neumarkt                                    | Neumarkt                 | Grüner Weg 10               | Caritas Steiermark                                                 | Heim mit Hospizkultur                   | Bild gesucht BW                     |
| Volkshilfe Seniorenzentrum Landl                                                 | Landl                    | Kirchenlandl 218            | Volkshilfe Steiermark                                              | Heim mit Hospizkultur                   | Bild gesucht BW                     |
| Volkshilfe Seniorenzentrum Liezen                                                | Liezen                   | Erzweg 33                   | Volkshilfe Steiermark                                              | Heim mit Hospizkultur                   |                                     |
| Volkshilfe Seniorenzentrum Bad Aussee                                            | Bad Aussee               | Sommersbergseestraße 394    | Volkshilfe Steiermark                                              | Heim mit Hospizkultur                   |                                     |
| VinziDorf Hospiz                                                                 | Graz                     | Riessstraße 6               | Konvent der Elisabethinen                                          | Palliativstation                        |                                     |